# Синицын, Владимир Васильевич
Владимир Васильевич Синицын — советский хозяйственный, государственный и политический деятель.

## Биография
Родился в 1910 году в Соль-Илецке. Член КПСС с года.
Образование высшее (окончил Куйбышевский индустриальный институт и Центральные газетные курсы при ЦК ВКП(б))
С 1930 года — на хозяйственной, общественной и политической работе.
До 1937 гг. — комсомольский активист в Оренбургской губернии.
- В 1937—1940 гг. — литературный сотрудник средневолжской краевой газеты «Колхозный путь».[1]
- В 1940—1946 гг. — ответработник органов печати в Белорусской ССР.[1]
- В 1947—1959 гг. — главный редактор республиканской газеты «Коммунист Таджикистана».[1]
- В 1959—1963 гг. — ответработник аппарата ЦК КП Таджикистана.[1]
- В 1963—1970 гг. — заместитель директора Таджикского телеграфного агентства.[1]

C 1970 гг. — персональный пенсионер республиканского значения.
Избирался депутатом Верховного Совета Таджикской ССР 2-4-го созывов.
Умер в Душанбе в 1977 году.